# Onthophagus rakovici
Onthophagus rakovici là một loài bọ cánh cứng trong họ Bọ hung (Scarabaeidae).